# Walther Kottenkamp
Walther Kottenkamp, también escrito Walter Kottenkamp (1889 – 16 de julio de 1953) fue un actor alemán.

## Biografía
Nacido en Bielefeld, Alemania, Kottenkamp recibió en Múnich lecciones de actuación de Friedrich Basil, debutando en su ciudad natal en 1906. Después actuó en escenarios de Bochum, Iserlohn, Eutin, Apolda y Jena, a donde llegó en 1912. En 1915 se trasladó a Colonia, y en 1919 a Bochum. Su fase más creativa fueron las dos décadas, desde 1925 hasta el final de la Segunda Guerra Mundial en 1945, que pasó en el Sächsischen Staatstheater de Dresde. Su período de posguerra se inició en 1947 como actor invitado permanente del Staatstheater de Stuttgart, donde permaneció hasta su muerte seis años más tarde. 
Entre los papeles de Kottenkamp figuran el de Paulus en Barrabas, el Lord en la obra de Oscar Wilde Una mujer sin importancia, así como los de Guillermo Tell, Götz von Berlichingen, Falstaff y el Alcalde de Zalamea.
Kottenkamp, que también fue profesor de actuación (entre otros, tuvo como alumnos a Helmut Weiss y Werner Tronjeck), participó en algunas emisiones radiofónicas de Süddeutscher Rundfunk y Südwestfunk en sus últimos años. Además, actuó en cuatro producciones cinematográficas. 
Walther Kottenkamp falleció en Stuttgart, Alemania, en el año 1953.

## Filmografía
- 1949 : Begegnung mit Werther
- 1949 : Der blaue Strohhut
- 1950 : Königskinder
- 1951 : Im Bann der Madonna

## Radio (selección)
- 1951 : Minna von Barnhelm
- 1951 : Verweile, Wanderer
- 1952 : Der Biberpelz
- 1952 : Eine empfindsame Reise
- 1953 : Barrabas (Der Wiederauferweckte)
- 1953 : Stalingrad